# 2661 Bydžovský
2661 Bydžovský eller 1982 FC1 är en asteroid i huvudbältet som upptäcktes den 23 mars 1982 av den tjeckiske astronomen Zdeňka Vávrová vid Kleť-observatoriet. Den är uppkallad efter den tjeckiske matematikern Bohumil Bydžovský.
Den tillhör asteroidgruppen Eos.